# ヘルレイザー4
『ヘルレイザー4』（Hellraiser IV: Bloodline）は、1996年に製作されたアメリカのホラー映画である。『ヘルレイザー』シリーズの第4作にあたる。

## 概要
製作会社ディメンション・フィルムズとの編集をめぐる問題で、監督はアラン・スミシー名義になっている。実際にはケヴィン・イエーガーの初監督作品として制作が進められていたが、編集段階でプロデューサーがイエーガーを降板させ、ジョー・チャペルが追加撮影を行っている。チャペルはクレジットでは「スペシャルサンクス」扱いとなっている。予告編では、カットされた一部が見られる。

## ストーリー
2127年、ポール・マーチャント博士は自身が設計した宇宙ステーション「ミノス」を占拠する。博士はロボットアームを操作し、パズルボックスを解いてピンヘッドを呼び出すが、その直後突入部隊に拘束される。取り調べにあたるリマーに対し、博士は自分の血脈(Bloodline)とパズルボックスの因縁を語り始める。
18世紀のフランス、博士の祖先の玩具職人フィリップ・ルマルシャンは貴族のデ・リールの依頼でひとつのパズルボックスを作る。だがそれは、黒魔術師でもあるデ・リールが、地獄との通路を開くためのものだった。デ・リールによって悪魔は呼び出され、生贄の女性の肉体にアンジェリークとして宿る。フィリップは自分が作ったパズルボックスが悪用されたことを知り、開いてしまった地獄との通路を閉じるための方法を考案する。

## キャスト
※括弧内は日本語吹替（VHS版）
- フィリップ・ルマルシャン/ジョン・マーチャント/ポール・マーチャント博士 - ブルース・ラムゼイ（英語版）（辻谷耕史）
- アンジェリーク - ヴァレンティナ・ヴァルガス（冬馬由美）
- ピンヘッド（英語版） - ダグ・ブラッドレイ（玄田哲章）
- リマー - クリスティーン・ハーノス（英語版）（叶木翔子）
- デ・リール - ミッキー・コットレル（英語版）
- ジャック - アダム・スコット
- 日本語吹替版その他：岩田安生、幹本雄之、仲野裕、池田勝、成田剣、吉田美保、城山堅、大坂史子、坪井智浩、津村まこと
- 日本語吹替版制作スタッフ 演出：向山宏志、翻訳：円恵満、制作：ACクリエイト